# 齐头鳗
齐头鳗（学名：[Ariosoma anago] 错误：{{Lang}}：文本有斜体标记（帮助）），又名糯米鰻、穴子鰻、臭腥鰻、海鰻、沙鰻、白鰻(澎湖)，为糯鰻科美體鰻屬下的一个种。

## 名称意识
在希腊文中，“ari”代表了非常优越的力量，“soma”者代表了身体。综合起来该物种的希腊名称显示该糯鰻物种拥有强而有力的身体。

## 分布
该物种主要分布地点包括印度洋以及太平洋西北的浅海至深海地带。通常可以在深度2至400米深的海域发现踪迹。现今主要是在中国，新加坡，日本以及台湾南部与东部水域出没。其他区域包括澳大利亚，菲律宾以及南印度海域。莫桑比克的伊尼亞卡島以及利比亚的海域也有少量的齐头鳗。

## 生长
公的齐头鳗可以生长至约60公分的长度。

## 喂食
齐头鳗是一种肉食動物，主要的猎物包括甲壳亚门以及硬骨魚。